# Lista amerykańskich senatorów ze stanu Missouri
Lista amerykańskich senatorów ze stanu Missouri – senatorzy wybrani ze stanu Missouri.
Stan Missouri został włączony do Unii 10 sierpnia 1821 roku. Posiada prawo do mandatów senatorskich 1. i 3. klasy. Do 8 kwietnia 1913 roku (ratyfikowania 17. poprawki do Konstytucji) senatorowie byli wybierani przez stanowy parlament. Od tego czasu wybierani są w wyborach powszechnych.

## 1. Klasa
| Lp.   | Imię i nazwisko     | Imię i nazwisko | Od                | Do                | Partia                                                            | Kadencja | Uwagi |
| ----- | ------------------- | --------------- | ----------------- | ----------------- | ----------------------------------------------------------------- | --- | --- |
| 1     | Thomas Hart Benton  |                 | 10 sierpnia 1821  | 4 marca 1851      | Partia Demokratyczno-Republikańska (do 1824) Partia Demokratyczna | 1 | Wybrany w 1821                                                                                                  |
| 1     | Thomas Hart Benton  | 2               | 10 sierpnia 1821  | 4 marca 1851      | Partia Demokratyczno-Republikańska (do 1824) Partia Demokratyczna | Reelekcja w 1827 | |
| 1     | Thomas Hart Benton  | 3               | 10 sierpnia 1821  | 4 marca 1851      | Partia Demokratyczno-Republikańska (do 1824) Partia Demokratyczna | Reelekcja w 1833 | |
| 1     | Thomas Hart Benton  | 4               | 10 sierpnia 1821  | 4 marca 1851      | Partia Demokratyczno-Republikańska (do 1824) Partia Demokratyczna | Reelekcja w 1839 | |
| 1     | Thomas Hart Benton  | 5               | 10 sierpnia 1821  | 4 marca 1851      | Partia Demokratyczno-Republikańska (do 1824) Partia Demokratyczna | Reelekcja w 1845 Przegrał wybory w 1851                                                                                             | |
| 2     | Henry S. Geyer      |                 | 4 marca 1851      | 4 marca 1857      | Partia Wigów                                                      | 6 | Wybrany w 1851 Nie starał się o reelekcję w 1857                                                                |
| 3     | Trusten Polk        |                 | 4 marca 1857      | 10 stycznia 1862  | Partia Demokratyczna                                              | 7 | Wybrany w 1857 Usunięty z Senatu w 1862 (za poparcie Konfederacji)                                              |
| Wakat | Wakat               | Wakat           | 10 stycznia 1862  | 17 stycznia 1862  |                                                                   | 7 | |
| 4     | John B. Henderson   |                 | 17 stycznia 1862  | 4 marca 1869      | Partia Republikańska                                              | 7 | Mianowany do dokończenia kadencji w 1862                                                                        |
| 4     | John B. Henderson   | 8               | 17 stycznia 1862  | 4 marca 1869      | Partia Republikańska                                              | Wybrany na pełną, 6-letnią kadencję w 1862 Nie starał się o reelekcję w 1868                                                        | |
| 5     | Carl Schurz         |                 | 4 marca 1869      | 4 marca 1875      | Partia Republikańska                                              | 9 | Wybrany w 1868 Nie starał się o reelekcję w 1874                                                                |
| 6     | Francis Cockrell    |                 | 4 marca 1875      | 4 marca 1905      | Partia Demokratyczna                                              | 10 | Wybrany w 1874                                                                                                  |
| 6     | Francis Cockrell    | 11              | 4 marca 1875      | 4 marca 1905      | Partia Demokratyczna                                              | Reelekcja w 1881 | |
| 6     | Francis Cockrell    | 12              | 4 marca 1875      | 4 marca 1905      | Partia Demokratyczna                                              | Reelekcja w 1887 | |
| 6     | Francis Cockrell    | 13              | 4 marca 1875      | 4 marca 1905      | Partia Demokratyczna                                              | Reelekcja w 1893 | |
| 6     | Francis Cockrell    | 14              | 4 marca 1875      | 4 marca 1905      | Partia Demokratyczna                                              | Reelekcja w 1899 | |
| Wakat | Wakat               | Wakat           | 4 marca 1905      | 18 marca 1905     |                                                                   | 15 | Parlament nie zdołał wybrać senatora                                                                            |
| 7     | William Warner      |                 | 18 marca 1905     | 4 marca 1911      | Partia Republikańska                                              | 15 | Wybrany z opóźnieniem w 1905 Nie starał się o reelekcję w 1911                                                  |
| 8     | James A. Reed       |                 | 4 marca 1911      | 4 marca 1929      | Partia Demokratyczna                                              | 16 | Wybrany w 1911                                                                                                  |
| 8     | James A. Reed       | 17              | 4 marca 1911      | 4 marca 1929      | Partia Demokratyczna                                              | Reelekcja w 1916 | |
| 8     | James A. Reed       | 18              | 4 marca 1911      | 4 marca 1929      | Partia Demokratyczna                                              | Reelekcja w 1922 Nie starał się o reelekcję w 1928                                                                                  | |
| 9     | Roscoe C. Patterson |                 | 4 marca 1929      | 3 stycznia 1935   | Partia Republikańska                                              | 19 | Wybrany w 1928 Przegrał wybory w 1934                                                                           |
| 10    | Harry Truman        |                 | 4 marca 1935      | 17 stycznia 1945  | Partia Demokratyczna                                              | 20 | Wybrany w 1934                                                                                                  |
| 10    | Harry Truman        | 21              | 4 marca 1935      | 17 stycznia 1945  | Partia Demokratyczna                                              | Reelekcja w 1940 Zrezygnował w trakcie trwania kadencji, by objąć urząd wiceprezydenta USA                                          | |
| 11    | Frank P. Briggs     | 21              |                   | 18 stycznia 1945  | 3 stycznia 1947                                                   | Partia Demokratyczna | Mianowany do dokończenia kadencji w 1945 Przegrał wybory na pełną, 6-letnią kadencję w 1946                     |
| 12    | James Kem           |                 | 3 stycznia 1947   | 3 stycznia 1953   | Partia Republikańska                                              | 22 | Wybrany w 1946 Przegrał wybory w 1952                                                                           |
| 13    | Stuart Symington    |                 | 3 stycznia 1953   | 27 grudnia 1976   | Partia Demokratyczna                                              | 23 | Wybrany w 1952                                                                                                  |
| 13    | Stuart Symington    | 24              | 3 stycznia 1953   | 27 grudnia 1976   | Partia Demokratyczna                                              | Reelekcja w 1958 | |
| 13    | Stuart Symington    | 25              | 3 stycznia 1953   | 27 grudnia 1976   | Partia Demokratyczna                                              | Reelekcja w 1964 | |
| 13    | Stuart Symington    | 26              | 3 stycznia 1953   | 27 grudnia 1976   | Partia Demokratyczna                                              | Reelekcja w 1970 Nie starał się o reelekcję w 1976 Zrezygnował przed końcem kadencji, by wybrany następca mógł szybciej objąć urząd | |
| 14    | John Danforth       |                 | 27 grudnia 1976   | 3 stycznia 1995   | Partia Republikańska                                              | 26 | Mianowany do dokończenia kadencji, będąc już wcześniej wybrany na pełną, 6-letnią kadencję                      |
| 14    | John Danforth       | 27              | 27 grudnia 1976   | 3 stycznia 1995   | Partia Republikańska                                              | Wybrany w 1976 | |
| 14    | John Danforth       | 28              | 27 grudnia 1976   | 3 stycznia 1995   | Partia Republikańska                                              | Reelekcja w 1982 | |
| 14    | John Danforth       | 29              | 27 grudnia 1976   | 3 stycznia 1995   | Partia Republikańska                                              | Reelekcja w 1988 Nie starał się o reelekcję w 1994                                                                                  | |
| 15    | John Ashcroft       |                 | 3 stycznia 1995   | 3 stycznia 2001   | Partia Republikańska                                              | 30 | Wybrany w 1994 Przegrał wybory w 2000                                                                           |
| 16    | Jean Carnahan       |                 | 3 stycznia 2001   | 25 listopada 2002 | Partia Demokratyczna                                              | 31 | Mianowana do rozpoczęcia kadencji zmarłego męża w 2001 Przegrała wybory specjalne o dokończenie kadencji w 2002 |
| 17    | Jim Talent          |                 | 25 listopada 2002 | 3 stycznia 2007   | Partia Republikańska                                              | 31 | Wybrany do dokończenia kadencji w wyborach specjalnych w 2002 Przegrał wybory w 2006                            |
| 18    | Claire McCaskill    |                 | 3 stycznia 2007   | 3 stycznia 2019   | Partia Demokratyczna                                              | 32 | Wybrana w 2006                                                                                                  |
| 18    | Claire McCaskill    | 33              | 3 stycznia 2007   | 3 stycznia 2019   | Partia Demokratyczna                                              | Reelekcja w 2012 Przegrała wybory w 2018                                                                                            | |
| 19    | Josh Hawley         |                 | 3 stycznia 2019   | nadal             | Partia Republikańska                                              | 34 | Wybrany w 2018                                                                                                  |

## 3. Klasa
| Lp.   | Imię i nazwisko           | Imię i nazwisko                                     | Od                                                 | Do                   | Partia                                             | Kadencja | Uwagi |
| ----- | ------------------------- | --------------------------------------------------- | -------------------------------------------------- | -------------------- | -------------------------------------------------- | --- | --- |
| 1     | David Barton              |                                                     | 10 sierpnia 1821                                   | 4 marca 1831         | Partia Demokratyczno-Republikańska (do 1824)       | 1 | Wybrany w 1821 |
| 1     | David Barton              | National Republican Party (późniejsza Partia Wigów) | 10 sierpnia 1821                                   | 4 marca 1831         | 2                                                  | Reelekcja w 1825 Przegrał wybory w 1830 | |
| 2     | Alexander Buckner         |                                                     | 4 marca 1831                                       | 6 czerwca 1833       | Jacksonian Party (późniejsza Partia Demokratyczna) | 3 | Wybrany w 1830 Zmarł w trakcie sprawowania urzędu w 1833                                                                |
| Wakat | Wakat                     | Wakat                                               | 6 czerwca 1833                                     | 25 października 1833 |                                                    | 3 | |
| 3     | Lewis F. Linn             |                                                     | 25 października 1833                               | 3 października 1843  | Jacksonian Party (do 1836)                         | 3 | Mianowany do kontynuowania kadencji w 1833 Wybrany do dokończenia kadencji w wyborach specjalnych                       |
| 3     | Lewis F. Linn             | Partia Demokratyczna                                | 25 października 1833                               | 3 października 1843  | 4                                                  | Reelekcja w 1836 | |
| 3     | Lewis F. Linn             | Partia Demokratyczna                                | 25 października 1833                               | 3 października 1843  | 5                                                  | Reelekcja w 1842 Zmarł w trakcie sprawowania urzędu w 1843 | |
| Wakat | Wakat                     | Wakat                                               | 3 października 1843                                | 14 października 1843 |                                                    | 5 | |
| 4     | David Rice Atchison       |                                                     | 14 października 1843                               | 4 marca 1855         | Partia Demokratyczna                               | 5 | Mianowany do kontynuowania kadencji w 1843 Wybrany do dokończenia kadencji w wyborach specjalnych w 1843                |
| 4     | David Rice Atchison       | 6                                                   | 14 października 1843                               | 4 marca 1855         | Partia Demokratyczna                               | Wybrany na pełną, 6-letnią kadencję w 1849 Przegrał wybory | |
| Wakat | Wakat                     | Wakat                                               | 4 marca 1855                                       | 12 stycznia 1857     |                                                    | 7 | Parlament nie zdołał wybrać senatora                                                                                    |
| 5     | James S. Green            |                                                     | 12 stycznia 1857                                   | 4 marca 1861         | Partia Demokratyczna                               | 7 | Wybrany z opóźnieniem w 1857                                                                                            |
| Wakat | Wakat                     | Wakat                                               | 4 marca 1861                                       | 17 marca 1861        |                                                    | 8 | Parlament nie zdołał wybrać senatora                                                                                    |
| 6     | Waldo P. Johnson          |                                                     | 17 marca 1861                                      | 10 stycznia 1862     | Partia Demokratyczna                               | 8 | Wybrany z opóźnieniem w 1861 Usunięty z Senatu w 1862 (za poparcie Konfederacji)                                        |
| Wakat | Wakat                     | Wakat                                               | 10 stycznia 1862                                   | 17 stycznia 1862     |                                                    | 8 | |
| 7     | Robert Wilson             |                                                     | 17 stycznia 1862                                   | 13 listopada 1863    | Unionist Party                                     | 8 | Mianowany do kontynuowania kadencji w 1862 Zrezygnował po wyborze następcy                                              |
| 8     | Benjamin Gratz Brown      |                                                     | 13 listopada 1863                                  | 4 marca 1867         | Partia Republikańska                               | 8 | Wybrany do dokończenia kadencji w wyborach specjalnych w 1863 Nie starał się o reelekcję                                |
| 9     | Charles D. Drake          |                                                     | 4 marca 1867                                       | 19 grudnia 1870      | Partia Republikańska                               | 9 | Wybrany w 1866 lub 1867 Zrezygnował w trakcie trwania kadencji w 1870                                                   |
| 10    | Daniel Tarbox Jewett      |                                                     | 19 grudnia 1870                                    | 20 stycznia 1871     | Partia Republikańska                               | 9 | Mianowany do kontynuowania kadencji w 1870 Zrezygnował po wyborze następcy                                              |
| 11    | Francis Preston Blair Jr. |                                                     | 20 stycznia 1871                                   | 4 marca 1873         | Partia Demokratyczna                               | 9 | Wybrany do dokończenia kadencji w wyborach specjalnych w 1871 Przegrał wybory w 1872 lub 1873                           |
| 12    | Lewis V. Bogy             |                                                     | 4 marca 1873                                       | 20 września 1877     | Partia Demokratyczna                               | 10 | Wybrany w 1872 lub 1873 Zmarł w trakcie sprawowania urzędu w 1877                                                       |
| Wakat | Wakat                     | Wakat                                               | 20 września 1877                                   | 29 września 1877     |                                                    | 10 | |
| 13    | David H. Armstrong        |                                                     | 29 września 1877                                   | 26 stycznia 1879     | Partia Demokratyczna                               | 10 | Mianowany do kontynuowania kadencji w 1877 Zrezygnował po wyborze następcy                                              |
| 14    | James Shields             |                                                     | 26 stycznia 1879                                   | 4 marca 1879         | Partia Demokratyczna                               | 10 | Wybrany do dokończenia kadencji w wyborach specjalnych w 1879 Nie starał się o wybór na pełną, 6-letnią kadencję w 1879 |
| 15    | George Graham Vest        |                                                     | 4 marca 1879                                       | 4 marca 1903         | Partia Demokratyczna                               | 11 | Wybrany w 1879 |
| 15    | George Graham Vest        | 12                                                  | 4 marca 1879                                       | 4 marca 1903         | Partia Demokratyczna                               | Reelekcja w 1885 | |
| 15    | George Graham Vest        | 13                                                  | 4 marca 1879                                       | 4 marca 1903         | Partia Demokratyczna                               | Reelekcja w 1891 | |
| 15    | George Graham Vest        | 14                                                  | 4 marca 1879                                       | 4 marca 1903         | Partia Demokratyczna                               | Reelekcja w 1897 Nie starał się o reelekcję w 1903 | |
| 16    | William J. Stone          |                                                     | 4 marca 1903                                       | 14 kwietnia 1918     | Partia Demokratyczna                               | 15 | Wybrany w 1903 |
| 16    | William J. Stone          | 16                                                  | 4 marca 1903                                       | 14 kwietnia 1918     | Partia Demokratyczna                               | Reelekcja w 1909 | |
| 16    | William J. Stone          | 17                                                  | 4 marca 1903                                       | 14 kwietnia 1918     | Partia Demokratyczna                               | Reelekcja w 1914 Nie starał się o reelekcję w 1903 Zmarł w trakcie sprawowania urzędu w 1918                                                                  | |
| Wakat | Wakat                     | Wakat                                               | 14 kwietnia 1918                                   | 30 kwietnia 1918     |                                                    | 17 | |
| 17    | Xenophon P. Wilfley       |                                                     | 30 kwietnia 1918                                   | 6 listopada 1918     | Partia Demokratyczna                               | 17 | Mianowany do kontynuowania kadencji w 1918 Przegrał prawybory przed wyborami specjalnymi o dokończenie kadencji w 1918  |
| 18    | Selden P. Spencer         |                                                     | 6 listopada 1918                                   | 16 maja 1925         | Partia Republikańska                               | 17 | Wybrany do dokończenia kadencji w wyborach specjalnych w 1918                                                           |
| 18    | Selden P. Spencer         | 18                                                  | 6 listopada 1918                                   | 16 maja 1925         | Partia Republikańska                               | Wybrany na pełną, 6-letnią kadencję w 1920 Zmarł w trakcie sprawowania urzędu w 1925                                                                          | |
| Wakat | Wakat                     | Wakat                                               | 16 maja 1925                                       | 25 maja 1925         |                                                    | 18 | |
| 19    | George Howard Williams    |                                                     | 25 maja 1925                                       | 5 grudnia 1926       | Partia Republikańska                               | 18 | Mianowany do kontynuowania kadencji w 1925 Przegrał wybory specjalne o dokończenie kadencji w 1926                      |
| 20    | Harry B. Hawes            |                                                     | 5 grudnia 1926                                     | 3 lutego 1933        | Partia Demokratyczna                               | 18 | Wybrany do dokończenia kadencji w wyborach specjalnych w 1926                                                           |
| 20    | Harry B. Hawes            | 19                                                  | 5 grudnia 1926                                     | 3 lutego 1933        | Partia Demokratyczna                               | Wybrany na pełną, 6-letnią kadencję w 1926 Nie starał się o reelekcję w 1932 Zrezygnował przed końcem kadencji, by wybrany następca mógł szybciej objąć urząd | |
| 21    | Bennett Champ Clark       | 19                                                  |                                                    | 3 lutego 1933        | 3 stycznia 1945                                    | Partia Demokratyczna | Mianowany do dokończenia kadencji, będąc już wcześniej wybrany na pełną, 6-letnią kadencję                              |
| 21    | Bennett Champ Clark       | 20                                                  | Wybrany w 1932                                     | 3 lutego 1933        | 3 stycznia 1945                                    | Partia Demokratyczna | |
| 21    | Bennett Champ Clark       | 21                                                  | Reelekcja w 1938 Przegrał prawybory w 1944         | 3 lutego 1933        | 3 stycznia 1945                                    | Partia Demokratyczna | |
| 22    | Forrest C. Donnell        |                                                     | 3 stycznia 1945                                    | 3 stycznia 1951      | Partia Republikańska                               | 22 | Wybrany w 1944 Przegrał wybory w 1950                                                                                   |
| 23    | Thomas C. Hennings        |                                                     | 3 stycznia 1951                                    | 13 września 1960     | Partia Demokratyczna                               | 23 | Wybrany w 1950 |
| 23    | Thomas C. Hennings        | 24                                                  | 3 stycznia 1951                                    | 13 września 1960     | Partia Demokratyczna                               | Reelekcja w 1956 Zmarł w trakcie sprawowania urzędu w 1960 | |
| Wakat | Wakat                     | Wakat                                               | 13 września 1960                                   | 23 września 1960     |                                                    | 24 | |
| 24    | Edward V. Long            |                                                     | 23 września 1960                                   | 27 grudnia 1968      | Partia Demokratyczna                               | 24 | Mianowany do kontynuowania kadencji w 1960 Wybrany do dokończenia kadencji w wyborach specjalnych w 1960                |
| 24    | Edward V. Long            | 25                                                  | 23 września 1960                                   | 27 grudnia 1968      | Partia Demokratyczna                               | Wybrany na pełną, 6-letnią kadencję w 1962 Przegrał prawybory w 1968 Zrezygnował przed końcem kadencji, by wybrany następca mógł szybciej objąć urząd         | |
| 25    | Thomas Eagleton           | 25                                                  |                                                    | 28 grudnia 1968      | 3 stycznia 1987                                    | Partia Demokratyczna | Mianowany do dokończenia kadencji, będąc już wcześniej wybrany na pełną, 6-letnią kadencję                              |
| 25    | Thomas Eagleton           | 26                                                  | Wybrany w 1968                                     | 28 grudnia 1968      | 3 stycznia 1987                                    | Partia Demokratyczna | |
| 25    | Thomas Eagleton           | 27                                                  | Reelekcja w 1974                                   | 28 grudnia 1968      | 3 stycznia 1987                                    | Partia Demokratyczna | |
| 25    | Thomas Eagleton           | 28                                                  | Reelekcja w 1980 Nie starał się o reelekcję w 1986 | 28 grudnia 1968      | 3 stycznia 1987                                    | Partia Demokratyczna | |
| 26    | Kit Bond                  |                                                     | 3 stycznia 1987                                    | 3 stycznia 2011      | Partia Republikańska                               | 29 | Wybrany w 1986 |
| 26    | Kit Bond                  | 30                                                  | 3 stycznia 1987                                    | 3 stycznia 2011      | Partia Republikańska                               | Reelekcja w 1992 | |
| 26    | Kit Bond                  | 31                                                  | 3 stycznia 1987                                    | 3 stycznia 2011      | Partia Republikańska                               | Reelekcja w 1998 | |
| 26    | Kit Bond                  | 32                                                  | 3 stycznia 1987                                    | 3 stycznia 2011      | Partia Republikańska                               | Reelekcja w 2004 Nie starał się o reelekcję w 2010 | |
| 27    | Roy Blunt                 |                                                     | 3 stycznia 2011                                    | 3 stycznia 2023      | Partia Republikańska                               | 33 | Wybrany w 2010 |
| 27    | Roy Blunt                 | 34                                                  | 3 stycznia 2011                                    | 3 stycznia 2023      | Partia Republikańska                               | Reelekcja w 2016 Nie starał się o reelekcję w 2022 | |
| 28    | Eric Schmitt              |                                                     | 3 stycznia 2023                                    | nadal                | Partia Republikańska                               | 35 | Wybrany w 2022 |